# J.YOU
제이유(본명: 김제유, 金帝儒, 2000년 11월 2일 ~ )는 대한민국의 前 가수이다. 과거 대한민국의 보이 그룹 TO1의 랩을 맡았다. , 티오원이 해체되고 2025년에 연예계 은퇴하고 일반인으로 돌아갔다.